# The Four Horsemen (álbum)
The Four Horsemen é o terceiro álbum de estúdio do grupo de hip hop americano Ultramagnetic MCs, lançado em 10 de agosto de 1993 pela EMI Records. Godfather Don, que produziu as faixas 2, 4, 5 e 8, ajudou a incorporar um som mais escuro e jazzístico do que no álbum anterior do grupo. As faixas "Checkin 'My Style" e "See the Man on the Street" foram originalmente gravadas em 1992 durante as sessões de produção de Godfather Don para um álbum solo de Kool Keith, intitulado Rhythm X. Essas mesmas sessões também produziram músicas lançadas no Cenobites LP, a edição de CD contém a versão original alargada de "Checkin 'My Style", intitulada "Return To Zero". The Four Horsemen aborda temas recorrentes de ficção científica e baseball e foi visto pelos fãs como um bem-vindo retorno às raízes do grupo.

## Faixas
| N.º | Título                                             | Duração |  |
| 1.  | "We are the Horsemen"                              | 3:53    |  |
| 2.  | "Checkin' My Style"                                | 2:31    |  |
| 3.  | "Two Brothers with Checks (San Francisco, Harvey)" | 4:43    |  |
| 4.  | "Raise it Up" (part. Godfather Don)                | 4:18    |  |
| 5.  | "Saga of Dandy, the Devil, & Day"                  | 4:36    |  |
| 6.  | "Delta Force II"                                   | 3:55    |  |
| 7.  | "Adventures of Herman's Lust (Moe Love III)"       | 2:06    |  |
| 8.  | "See the Man on the Street"                        | 3:23    |  |
| 9.  | "Bring it Down to Earth"                           | 3:36    |  |
| 10. | "Don't be Scared"                                  | 5:03    |  |
| 11. | "One Two, One Two"                                 | 2:44    |  |
| 12. | "Time to Catch a Body"                             | 3:31    |  |
| 13. | "Yo, Black"                                        | 4:23    |  |
| 14. | "Big Booty"                                        | 2:46    |  |